# Herinneringskruis 1938 van de Amsterdamse Vrijwillige Burgerwacht

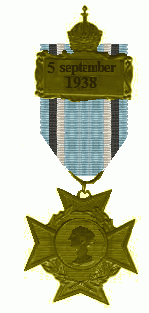
Kruis

Het Herinneringskruis 1938 van de Amsterdamse Vrijwillige Burgerwacht werd in 1938 ingesteld. In dat jaar werd in Amsterdam gevierd dat koningin Wilhelmina 40 jaar regeerde. 
Het kruis is een particuliere onderscheiding die door de leiding van de Amsterdamse Vrijwillige Burgerwacht werd uitgereikt aan alle leden van de Amsterdamse Vrijwillige Burgerwacht, die deelnamen aan het erefront, een defilé, dat op 5 september 1938 door de jubilerende koningin werd geïnspecteerd. Het kruis werd ook uitgereikt aan de leden van de geneeskundige afdeling die gedurende de drukke Amsterdamse feestweek hun diensten hadden aangeboden op de eerste hulp posten.
Het 34 millimeter brede bronzen kruis is op lauwer- en eikentakken gelegd. In het midden is een rond medaillon geplaatst met een naar portret van Koningin Wilhelmina. Op de ring staat "H.M. KONINGIN WILHELMINA".
De keerzijde van het kruis is vlak met een stempel van de fabrikant, de Koninklijke Begeer in Voorschoten.
Het 37 millimeter brede lichtblauwe lint heeft een zwart met witte bies. Op het lint van de medaille werd een grote bronzen gesp gedragen, met de inscriptie "5 SEPTEMBER 1938". Boven het vlak van de gesp een Rudolfinische keizerskroon zoals die ook boven het wapen van Amsterdam wordt gevoerd. De gesp is 30 bij 28 millimeter groot.
Er zijn ook eenvoudiger en kleinere rechthoekige bronzen gespen bekend met de inscriptie "28 SEPTEMBER 1938" en "MOB. AUG'S 1939".